# Ramón Jesurún
Ramón Antonio Jesurún Franco (Barranquilla, 30 de noviembre de 1952) es un empresario colombiano y presidente de la Federación Colombiana de Fútbol (FCF) desde noviembre de 2015  y uno de los directores de la Confederación Sudamericana de Fútbol (CONMEBOL).

## Trayectoria
Es administrador de empresas de la Universidad del Norte de Barranquilla y tiene un posgrado en Administración y Economía en Estados Unidos en la Universidad de Pittsburgh 2004.

### Cargos administrativos
Desempeñó varios cargos ejecutivos en empresas a nivel nacional como la Federación Colombiana de Industrias Metalúrgicas “FEDEMETAL”, donde ocupó el puesto de Director Seccional Atlántico, Vicepresidente Nacional y Presidente (E). En la Lotería del Atlántico, fue Gerente General. Además, sería Presidente del Sorteo Extra de Colombia y la Corporación Financiera del Transporte.
Jesurún ha hecho parte de prestigiosas juntas directivas en todo el país. Estuvo en la Corporación Nacional del Turismo, la Federación Colombiana de Lotería “FEDELCO”, el Instituto Nacional del Transporte “INTRA”, la Empresa Municipal de Teléfonos de Barranquilla, el Instituto Colombiano de Normas Técnicas “ICONTEC”, el Comité Intergremial del Atlántico, la Sociedad de Mejoras Públicas de Barranquilla y el Fondo para la Educación Superior Recreación y Deportes “FEDORD”, entre otras.

### Presidencia del Junior
En el campo deportivo, fue presidente del club profesional colombiano de fútbol Club Deportivo Popular Junior de Barranquilla durante los años 1996-1997.

### Presidencia de Dimayor
Desde el 2006 hasta 2015 ocupó la presidencia de la División Mayor del Fútbol Colombiano, DIMAYOR.
Como presidente de DIMAYOR, Ramón Jesurún consiguió el controvertido patrocinio con Postobón, lideró la negociación con el canal de televisión deportivo Win Sports, canal de propiedad del Grupo Ardilla Lülle, mismo propietario de la empresa de gaseosas Postobón. Este canal trajo réditos económicos para los clubes profesionales y también trajo una revolución para este deporte, pues, por primera vez en la historia, todos los partidos de la primera división eran transmitidos. Antes de la creación de este canal solo se televisaban 2 compromisos en cada fecha. A partir del lanzamiento de Win Sports, los 10 juegos de cada fecha podían ser vistos por los aficionados a través de la televisión. Además, hubo beneficios para los equipos de segunda división, pues, por primera vez en la historia, fueron televisados 2 juegos de esa división en cada fecha. Este contrato de televisión les ayudó a los clubes a conseguir más patrocinadores, ya que a las marcas auspiciantes les interesaba que sus logos salieran en las transmisiones. Win Sports sigue siendo el canal oficial del Fútbol Profesional Colombiano. Ha renovado contratos con la DIMAYOR y aún le trae grandes beneficios a este deporte. Una negociación que empezó Ramón Jesurún siendo el presidente de la División Mayor del Fútbol Colombiano. Dicho canal inició sus operaciones de prueba el 1 de agosto de 2012 y se lanzó oficialmente el 28 de noviembre del mismo año.
Cuando Ramón Jesurún era presidente de la DIMAYOR, por estatutos hacía parte del Comité Ejecutivo de la Federación Colombiana de Fútbol como primer vicepresidente. Haciendo parte de este Comité, la Selección Colombia clasificó a la Copa Mundial de la FIFA Brasil 2014. En esa oportunidad, el equipo nacional realizó la mejor presentación de su historia en los mundiales llegando hasta cuartos de final.

### Presidencia de la Federación Colombiana de Fútbol

#### Gestión deportiva
La buena presentación de la Selección en Brasil, llevó al Comité Ejecutivo, del que hacía parte Jesurún, a renovar el contrato del entrenador José Pékerman, para que fuera el encargado de clasificar al equipo a la Copa Mundial de la FIFA Rusia 2018. Cuando la Selección Colombia estaba en medio de las clasificatorias al Mundial de Rusia. Ramón Jesurún es elegido presidente de la Federación Colombiana de Fútbol, en sustitución de Luis Bedoya, luego que este fuera a prisión por el escándalo del Fifagate . A partir de este momento, Jesurún liderando el Comité Ejecutivo respaldaría el proceso de Pékerman y Colombia volvería a clasificar al Mundial. En esta oportunidad, llegó a octavos de final y siendo eliminados por Inglaterra. Luego de llegar de Rusia, el Comité Ejecutivo y el entrenador Pékerman llegaron a un mutuo acuerdo para que el director técnico no siguiera con la Selección Colombia. Ante esto, Jesurún pensó en traer un entrenador que tuviera un gran recorrido y reconocimiento en el fútbol mundial y contrató a Carlos Queiroz.
Antes de iniciar las eliminatorias para el Mundial de la FIFA Catar 2022, se abrió una invitación para pujar por los derechos televisivos de las Selecciones Colombia. Tras analizar las propuestas de Caracol Televisión y RCN TV, el presidente Jesurún llegó a un acuerdo con Caracol, que se convirtió en la oferta más grande de la historia por este concepto Bajo la dirección del entrenador Queiroz, la Selección Colombia participó en la Copa América Brasil 2019 quedando eliminada en cuartos de final. Los resultados deportivos no respaldaron la labor del entrenador, y tras cuatro partidos de las clasificatorias a la Copa Mundial de la FIFA Catar 2022, salió del cargo. Tras la salida de Queiroz, el presidente Ramón Jesurún buscó un entrenador que cumpliera con las expectativas de la Selección Colombia, por lo cual contrató al colombiano Reinaldo Rueda, uno de los técnicos con más experiencia y trayectoria del fútbol colombiano.
En la Copa América 2021, Colombia empató 1-1 con Argentina en semifinales, cayendo 3-2 en penales. El equipo colombiano no pudo tener la clasificación al Mundial de Catar 2022, después de vencer 0-1 a Venezuela, la escuadra tricolor consumó su imposibilidad al terminar en el sexto puesto.

#### Gestión administrativa
En su administración en la Federación Colombiana de Fútbol impulsó la presentación de la candidatura de Colombia para ser sede de la Copa Mundial Femenina 2023. La Federación, junto con el ministerio del deporte y el ministro Ernesto Lucena y con el apoyo del presidente Iván Duque le presentaron a la FIFA la candidatura, que fue superada en la primera votación por la candidatura de Australia y Nueva Zelanda. Posterior a ello, Jesurún logró conseguir la sede de la Copa América Femenina 2022. Por primera vez en la historia, el país consigue la sede de este importante certamen, que será la novena edición. En octubre de 2016, siendo presidente de la FCF, con la presencia de los presidentes de FIFA y CONMEBOL, Gianni Infantino y Alejandro Domínguez, se inauguró oficialmente la Sede del Fútbol en Bogotá, donde funcionarán las oficinas administrativas de la FCF, Dimayor y Difútbol. Este moderno edificio ubicado en el barrio La Castellana, al norte de la capital colombiana, cuenta con 8 amplios pisos, cómodas oficinas, áreas de esparcimiento, circuitos internos de seguridad, estacionamientos, un auditorio con capacidad para 80 personas y será el lugar de operación del tres órganos que gobiernan el fútbol colombiano.
En 2013, la FCF puso al servicio de todos sus equipos su moderna Sede Deportiva en Bogotá y ahora la Sede de Fútbol se suma a los grandes proyectos de desarrollo que lidera el máximo organismo del fútbol colombiano.
El 14 de octubre de 2021, el Comité Ejecutivo de la Federación Colombiana de Fútbol, encabezado por su presidente Ramón Jesurún, y en presencia del presidente de la República Iván Duque, el presidente de la FIFA, Gianni Infantino y el presidente de la CONMEBOL, Alejandro Domínguez inauguró “La Casa de las Selecciones Colombia en Barranquilla”, un complejo deportivo con los más altos estándares de calidad internacional, para la preparación de todas las selecciones nacionales. Este proyecto fue realidad gracias a recursos de la propia federación y el apoyo de los programas FIFA Forward y CONMEBOL Evolution. En septiembre de 2021, el dirigente anunció la renovación del contrato con Adidas como proveedor de la indumentaria oficial de la Selección Colombia hasta el año 2030. Este se convierte en otro de los varios contratos que ha obtenido Jesurún para la Federación Colombiana de Fútbol, trayendo grandes beneficios económicos para la institución y en la de igual manera para los clubes y ligas afiliadas a su organización.
Por otro lado, fue segundo vicepresidente del Comité Ejecutivo del Comité Olímpico Colombiano, COC. En la actualidad es miembro del Consejo de FIFA y desde noviembre del año 2015 es el presidente de la FCF.

## Escándalos

### Cartel de reventa de boletería
Durante los juegos de la Selección Colombia de local en los partidos de clasificación para la Copa Mundial de Fútbol de 2018 fueron recurrentes las denuncias de hinchas que no podían comprar boletas para los partidos por medio de la plataforma oficial de venta de boletas, lo que obligaba su adquisición por medio de revendedores a un precio muy superior, dada la notoria situación irregular que se presentaba, la Superintendencia de Industria y Comercio (SIC) de Colombia decidió iniciar de oficio una investigación en 2017, a finales de ese año la empresa encargada de la distribución oficial de las boletas, TICKETSHOP, decidió acogerse al programa de beneficios por colaboración de la SIC en el marco de tal colaboración se aportaron pruebas de diverso tipo que demostraban que altos funcionarios de la FCF habían amañado el proceso para seleccionar la empresa que debía distribuir las boletas y, junto con otra empresa, TICKETYA, habían concertado el desvío masivo de boletas para asegurar que la gran mayoría de las boletas de los partidos llegaran a manos de tal empresa, la cual se encargaba de revenderlas informalmente, asegurando así que los miembros del cartel de reventa pudieran acceder a grandes recursos que deberían ser para la federación de fútbol en diciembre de 2020, luego de casi tres años de investigación, la SIC encontró probados los hechos motivo de investigación, razón por la cual procedió a sancionar 17 personas (2 jurídicas y 15 naturales) por haberse violado las normas de protección al consumidor al haberse formado un cartel de reventa de boletas que afectó los derechos de las personas que querían comprar boletas para ver la Selección Colombia jugando en Barranquilla. 
Entre las personas naturales sancionadas con multas por la SIC, por haberse demostrado su participación en el cartel de la reventa estuvo el propio Ramón Jesurún y otros ocho funcionarios de la Federación Colombiana de Fútbol, entre los que destaca la sanción al expresidente de la federación Luis Bedoya Giraldo, condenado también por el Caso de corrupción en la FIFA, de las 15 personas que fueron multadas la sanción más alta le correspondió a Jesurún por haberse demostrado que fue tuvo mayor grado de participación en la conducta anticompetitiva, participando abiertamente de esta como vicepresidente y luego como presidente de la federación. La resolución que impuso las sanciones fue impugnada oportunamente y fue confirmada por la SIC, al encontrarla ajustada a derecho.
En la decisión de 2020, junto con las multas impuestas, la SIC dispuso la compulsa de copias a la Fiscalía General de la Nación (Colombia) para que investigara presuntos delitos cometidos por las personas sancionadas, en julio de 2021 se dieron las primeras condenas, cuando dos de los socios de la empresa TICKETSHOP, mismos que reconocieron los hechos ante la SIC desde el inicio de la investigación, aceptaron cargos, razón por la cual fueron condenados a 40 meses de prisión, recibiendo el beneficio de suspensión de la pena, como parte de un acuerdo alcanzado con la fiscalía y avalado por un juez de la república. La investigación penal contra los socios de TICKETYA y los directivos de la FCF, incluido Jesurún, continúa su trámite, destacándose que la primera fiscal que conoció el caso enfrente actualmente un proceso penal donde se investiga si sus constantes asistencias a los partidos de clasificación al mundial de 2018 se dieron gracias a obsequios que le dio la propia federación que debería estar investigando.

### Arresto en Miami
El 14 de julio de 2024, durante la final de la Copa América 2024 entre Argentina y Colombia, donde Colombia fue subcampeona tras perder 1-0 en tiempo extra, Ramón Jesurún, presidente de la Federación Colombiana de Fútbol, fue arrestado junto con su hijo en Miami. Ambos fueron detenidos tras un altercado con guardias de seguridad en el Hard Rock Stadium cuando intentaron ingresar a una zona restringida para participar en los actos de premiación. El incidente incluyó agresiones verbales y físicas, resultando en acusaciones de agresión y una cita en la corte.